# Serviço de Segurança da Ucrânia
O Serviço de Segurança da Ucrânia (ucraniano: Служба безпеки України, romanizado:  Sluzhba bezpeky Ukrayiny) ou SBU (ucraniano: СБУ) é principal Agência de Segurança e de Inteligência do Governo Ucraniano, nas áreas de atividade de contra-inteligência e combate ao terrorismo. A Constituição da Ucrânia define a SBU como uma instituição militar, e seus funcionários são considerados militares com patentes. Está subordinado diretamente à autoridade do Presidente da Ucrânia. O SBU também opera sua própria Unidade de Forças Especiais, o Grupo Alfa.
O SBU é o sucessor da filial ucraniana da KGB soviética, criada após a Declaração de Independência da Ucrânia em 1991. A agência foi vista negativamente pelo público ucraniano durante grande parte de sua história, já que era amplamente considerada corrupta e era mais conhecida por prender e intimidar dissidentes políticos. Desde a Revolução da Dignidade, o SBU passou por uma reestruturação com a transição para o novo Governo, visando eliminar a corrupção e infiltração pelos serviços de inteligência russos.
O SBU desde então esteve envolvido em operações contra a Rússia e separatistas pró-Rússia em Donbas após o início da Guerra em Donbas e a Guerra Russo-Ucraniana mais ampla.

## Administração
A alta administração da SBU é composta pelo Chefe do Serviço, dois primeiros adjuntos, incluindo o primeiro chefe adjunto da Diretoria Central de Combate à Corrupção e ao Crime Organizado da SBU, e quatro adjuntos.

### Chefe do Serviço
- Brigadeiro-General Vasyl Malyuk (Interino).[5]

### Primeiros Adjuntos
- Primeiro Chefe Adjunto - Chefe do Centro Anti-Terrorismo sob a SBU - Major-General Sergey Andrushchenko;[6]
- Primeiro Chefe Adjunto - Chefe do Departamento de Combate à Corrupção e ao Crime Organizado - Brigadeiro-General Vasyl Malyuk.[7][8]

### Adjuntos
- Chefe adjunto - Coronel Anatoliy Sandurskiy;[9]
- Chefe adjunto - Coronel Oleksandr Yakushev.[10]

## Galeria

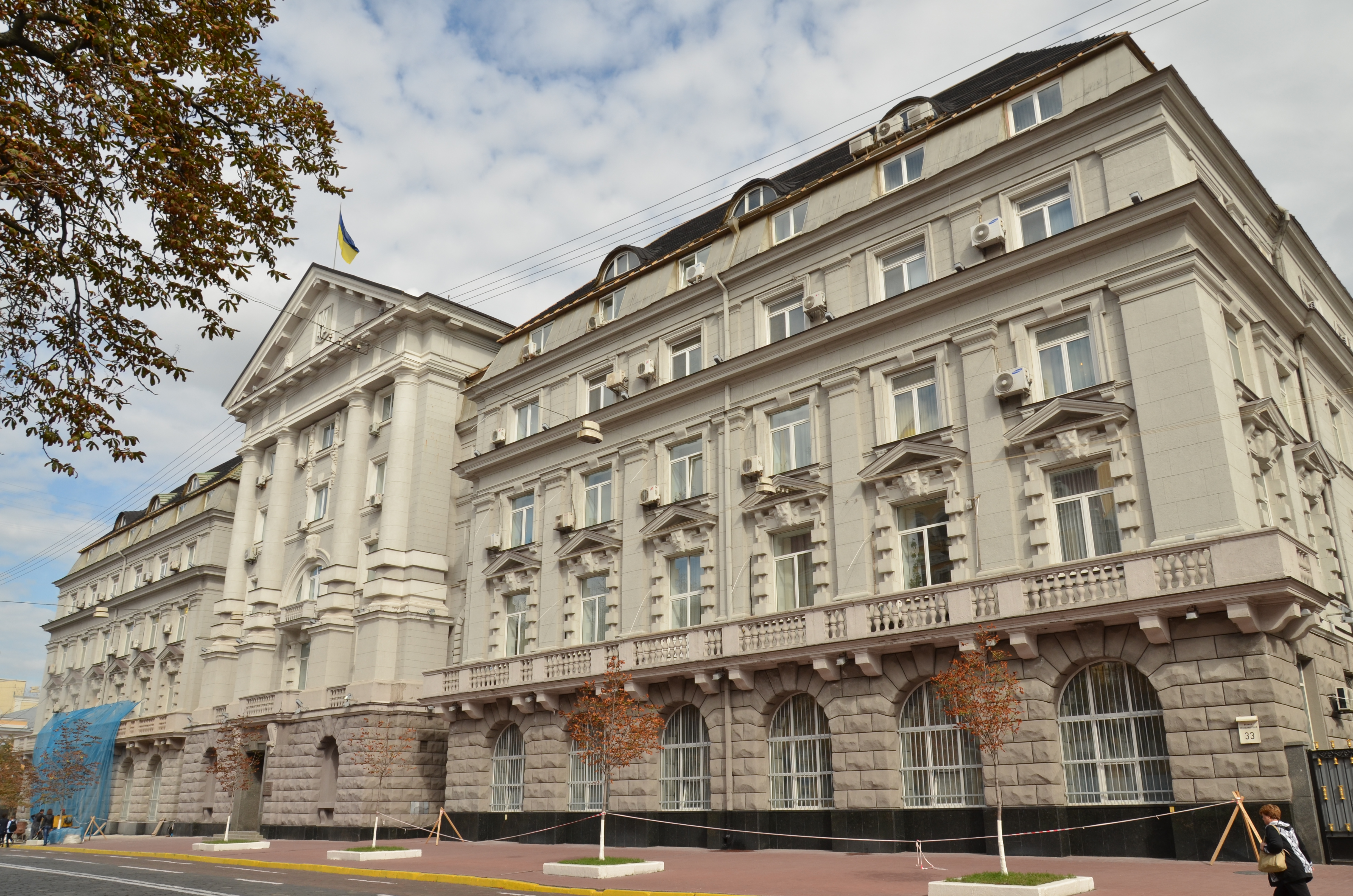
Sede da SBU em Kiev
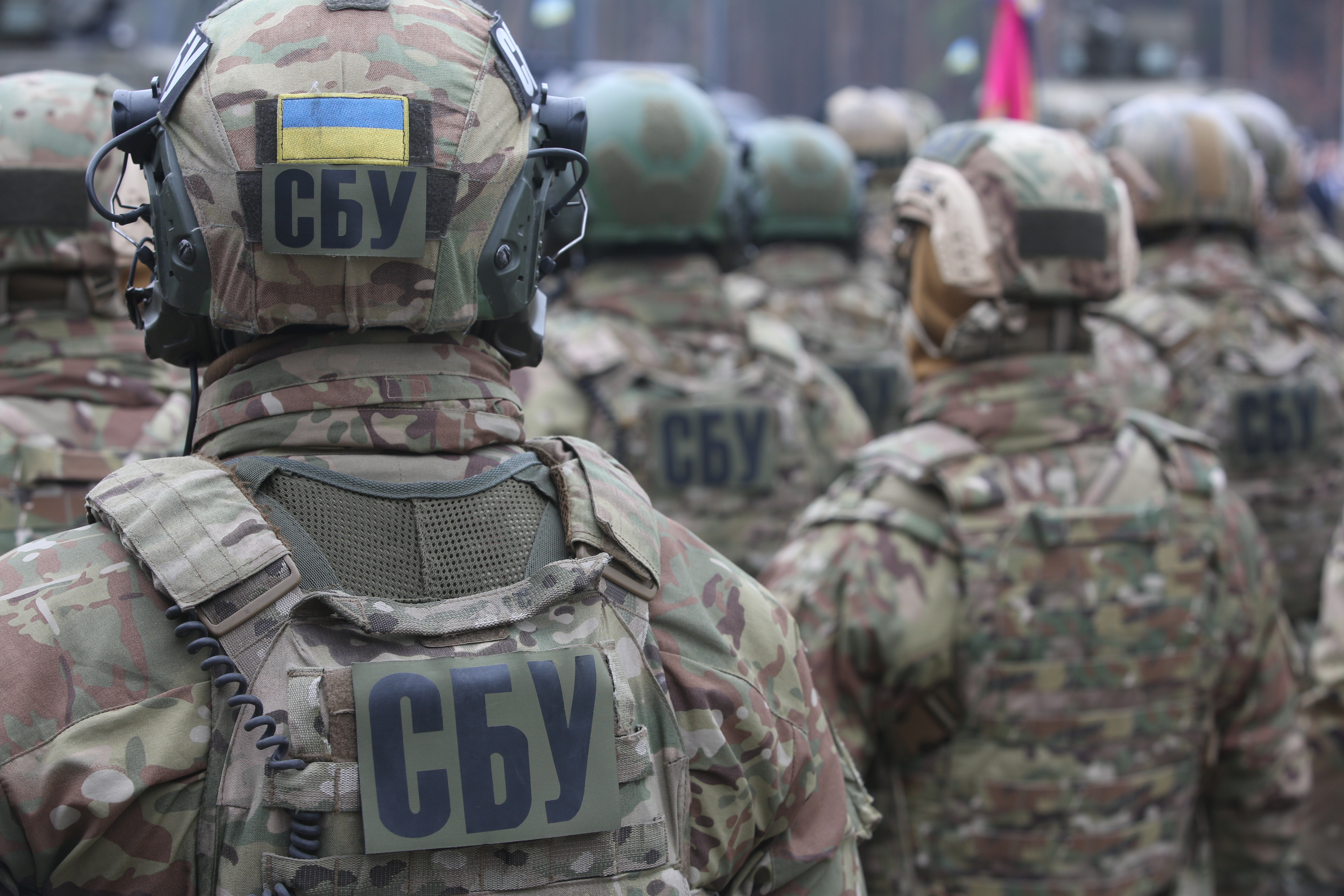
Forças Especiais da SBU - Grupo Alfa
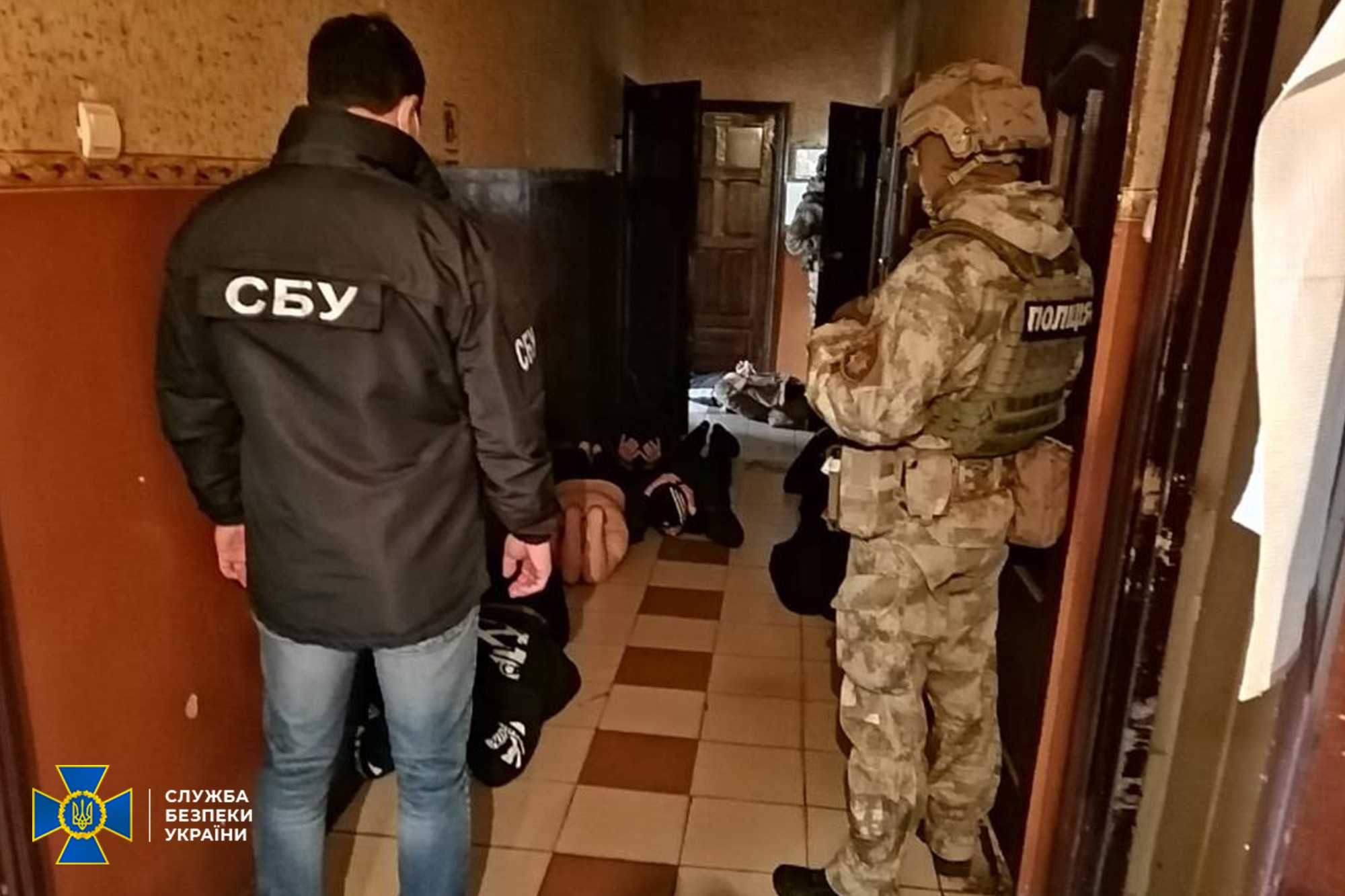
Agentes da SBU em operação contra o crime organizado
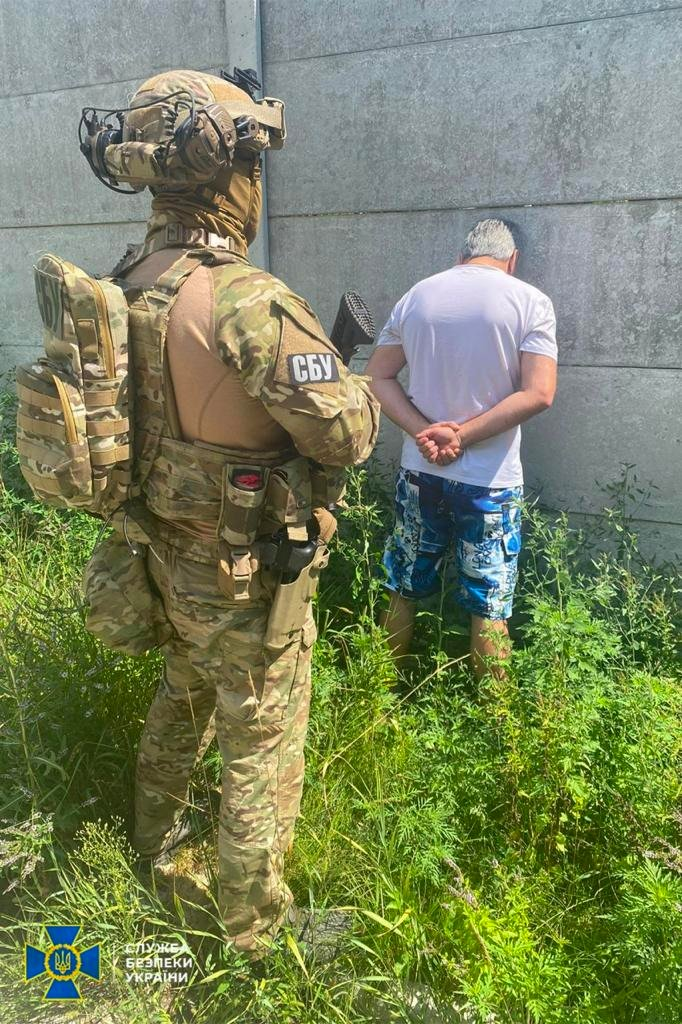
Agente da SBU prendendo um suposto espião russo durante a invasão russa da Ucrânia em 2022